# Alessandra Buonanno
Alessandra Buonanno (Cassino, 1968) è una fisica italiana naturalizzata statunitense e direttrice dell'Istituto Max Planck per la fisica gravitazionale.

## Biografia
Dopo la laurea in fisica teorica all'Università di Pisa nel 1993, ha completato il dottorato in fisica teorica nella stessa università nel 1996. Dopo un breve periodo al CERN, ha conseguito un post dottorato all'Institut des Hautes Etudes Scientifiques (IHES) in Francia e il R.C. Tolman Prize Fellowship al California Institute of Technology. Nel 2001 è diventata ricercatrice permanente al Laboratorio di Astrofisica e Cosmologia (APC) di Parigi, facente parte del Centre National de la Recherche Scientifique.
Nel 2014 è stata nominata co-direttrice dell'Istituto Max Planck per la fisica gravitazionale (Albert Einstein Institute) di Potsdam, dove dirige il Dipartimento di Relatività Astrofisica e Cosmologica. È docente presso l'Università del Maryland dal 2005, e (dal 2017) ha cattedre onorarie presso l'Università Humboldt di Berlino e l'Università di Potsdam. Assieme a Thibault Damour ha sviluppato un formalismo per ridurre il problema dei due corpi della relatività generale ad un problema di un solo corpo. Per tali ricerche i due scienziati sono stati insigniti del Premio Balzan 2021.
Le sue ricerche sui modelli di relatività analitica e relatività numerica sono state impiegate dall'osservatorio LIGO per osservare per la prima volta, nel 2015, le onde gravitazionali prodotte dall'unione di un sistema binario di buchi neri, deducendo le loro proprietà astrofisiche e cosmologiche. Per tali ricerche ha ottenuto nel 2021 la medaglia Dirac, assieme ai fisici Thibault Damour, Frans Pretorius e Saul Teukolsky: per la prima volta tale premio viene assegnato ad una donna italiana, nonché seconda donna in assoluto.

## Aree di lavoro
Buonanno si occupa della modellazione analitica della dinamica dei buchi neri in relatività generale, dell'interazione tra relatività analitica e numerica e della ricerca di onde gravitazionali con rivelatori laser interferometrici di onde gravitazionali  (GEO600, LIGO e Virgo). Nel 1999, insieme a Thibault Damour, ha ridotto il problema dei due corpi in relatività generale a un formalismo EOB (Effective One Body) per la soluzione analitica dei buchi neri che girano l'uno intorno all'altro fino alla fusione. Questo era un approccio per poter prevedere analiticamente la “prima forma d'onda completa delle onde gravitazionali dei buchi neri in fusione”. Buonanno è inoltre uno dei pionieri nel combinare risultati di calcoli analitico-relativistici e simulazioni numerico-relativistiche per il calcolo efficiente e preciso di modelli di forme d'onda che possono essere utilizzati per la ricerca di onde gravitazionali emesse quando si uniscono oggetti binari compatti. Questi modelli sono stati utilizzati per rilevare per la prima volta le onde gravitazionali dalla fusione di buchi neri e per derivarne le proprietà astrofisiche e cosmologiche. Tali forme d'onda consentono di trarre conclusioni su processi e parametri astrofisici e consentono test di relatività generale. Oltre alla modellazione delle onde gravitazionali di sistemi binari compatti, insieme a Yanbei Chen, ha anche calcolato il rumore ottico quantistico nei rivelatori di onde gravitazionali advanced-LIGO e ha mostrato che le correlazioni quantistiche tra rumore shot di fotoni e rumore di pressione-radiazione (cioè l'effetto molla-ottica) in questi rivelatori sono quelli imposti dal principio di indeterminazione di Heisenberg in quei rivelatori.  Si occupa anche di onde gravitazionali nell'universo primordiale.

## Riconoscimenti
Tra i numerosi riconoscimenti ricevuti da Buonanno:
- 2000 - Membro della Società italiana di relatività generale e fisica della gravitazione[14]
- 2006–2008 - Alfred P. Sloan Research Fellowship[15]
- 2007 - Richard A. Ferrell Distinguished Faculty Fellowship, University of Maryland[16]
- 2010 - Membro della International Society on General Relativity and Gravitation[17]
- 2011 - Membro della American Physical Society[18]
- 2012 - William and Flora Hewlett Fellowship, Harvard University
- 2016 - Lower Saxony State Prize (con B. Allen e K. Danzmann)[19]
- 2018 - Gottfried Wilhelm Leibniz Prize[20]
- 2019 - 8th Benjamin Lee Professorship, Asian Pacific Center for Theoretical Physics, Corea del Sud[21]
- 2021 - Medaglia Galileo Galilei[22] dell'Istituto Nazionale di Fisica Nucleare (INFN) (con T. Damour e F. Pretorious)
- 2021 - Medaglia Dirac dell'ICTP (con T. Damour, F. Pretorius e S. Teukolsky)[23]
- 2021 - Premio Balzan (con T. Damour) per "Gravità: aspetti fisici e astrofisici"[24]
- 2021 - Membro della Berlin-Brandenburg Academy of Sciences and Humanities[25]
- 2021 - Membro della German National Academy of Sciences Leopoldina[26]
- 2021 - Membro della U.S. National Academy of Sciences[27]